# Trichopoda indivisa
Trichopoda indivisa là một loài ruồi trong họ Tachinidae.